# Amadeus von Savoyen (Unternehmer)
Amedeo Umberto Costantino Giorgio Paolo Elena Maria Fiorenzo Zvonimiro di Savoia Aosta (* 27. September 1943 in Florenz; † 1. Juni 2021 in Arezzo) war ein italienischer Unternehmer. Er beanspruchte die Stellung eines „Chefs des Hauses Savoyen“, also des Thronprätendenten der 1946 abgeschafften italienischen Monarchie.

## Leben
Amadeus war der einzige Sohn des vierten Herzogs von Aosta Aimone III. und der Prinzessin Irene von Griechenland. Nach historischem Adelsrecht führte er die Titel 5. Herzog von Aosta, Fürst von Cisterna und Belriguardo, Marchese di Voghera, Conte di Ponderano.  Als Zvonimir II. war er auch Thronfolger des kurzlebigen Königreiches Kroatien (1941–1943).
Am 26. Juli 1944 bis Kriegsende im Mai 1945 internierten die Nazis nach einem von Heinrich Himmler persönlich unterzeichneten Befehl Amadeus und seine Mutter mit seinen Cousinen Margherita und Maria Cristina in Hirschegg.
Seit dem 7. Juli 2006 beanspruchte er, Chef des Hauses Savoyen zu sein.
Amadeus von Savoyen galt als Liebhaber von Rennwagen. Der italienische Autohersteller Bizzarrini baute 1968 in seinem Auftrag eine individuelle Version des Sportwagens P 538, die in der Klassikerszene als Bizzarrini Duca d’Aosta bekannt geworden ist.
Er lebte die letzten Jahre in Castiglion Fibocchi in der Toskana, wo er landwirtschaftlicher Unternehmer war. Er produzierte die Weinmarke Vini Savoia-Aosta. 1996 wurde er zum Vertreter von Palermo in der internationalen Stiftung Pro Herbario Mediterraneo ernannt und ab 1997 Präsident der Stiftung. 2003 wurde er von der italienischen Regierung zum Vorsitzenden des ständigen Verwaltungsausschusses des Naturschutzgebiets Isola di Vivara ernannt. Er war Ehrenbürger von Marigliano, Pantelleria und Abetone.
Amadeus von Savoyen starb im Juni 2021 im Alter von 77 Jahren an einem Herzstillstand.

## Ehe und Familie
Amadeus heiratete am 22. Juli 1964 Claude Marie Agnès Catherine de Bourbon-Orléans (* 1943), eine Tochter von Henri d’Orléans (1908–1999) und Isabelle d’Orléans-Bragance (1911–2003). Aus der Beziehung gingen drei Kinder hervor:

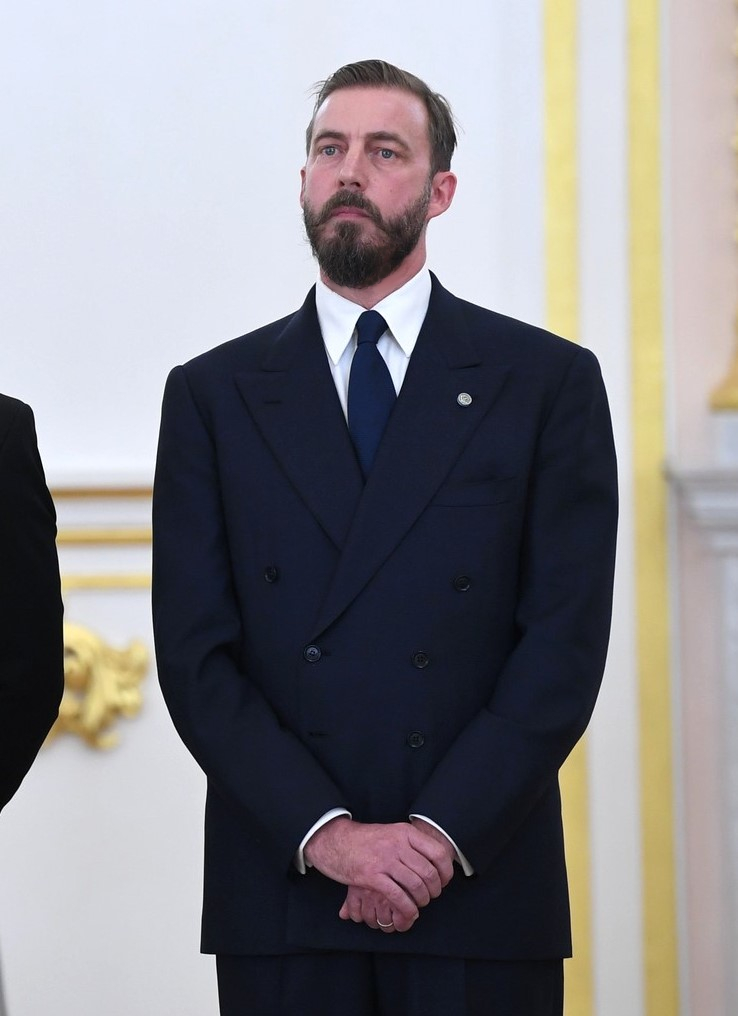
Der Sohn Aimone

- Bianca Irene Olga Elena Isabella (* 1966) ⚭ Giberto Arrivabene Valenti Gonzaga
- Aimone Umberto Emanuele Filiberto Luigi Amedeo Elena Maria Fiorenzo (* 1967), Repräsentant der Firma Pirelli; ⚭ 2008 Olga Isabella von Griechenland (* 1971), Tochter von Michael von Griechenland
  - 2 Söhne, 1 Tochter
- Mafalda Giovanna (* 1969) ⚭ I) Alessandro Ruffo di Calabria, ⚭ II) Francesco Lombardo di San Chirico

Die Ehe wurde 1982 geschieden und 1987 kirchlich für nichtig erklärt. 1987 heiratete er die 1953 geborene Donna Silvia Paternò di Spedalotto dei Marchesi di Reggiovanni. Aus dieser Ehe gingen keine Kinder hervor.
Er hat ferner eine 2006 geborene Tochter Maria Gabriella van Ellinkhuizen aus einer Beziehung mit Kyara van Ellinkhuizen, Tochter des Malers und Graveurs Bertus van Ellinkhuizen und der Sopranistin und Chorleiterin Gabriella Ross.

## Position in der Familie Savoyen
Der Rat der Senatoren des Reiches, ein vom ehemaligen König Umberto 1955 aus ehemaligen Mitgliedern des Senato del Regno gebildetes Kollegialorgan, das über die Ehre des Hauses Savoyen wacht, verfügte am 7. Juli 2006, dass Amadeus von Savoyen rechtmäßiger Chef des Hauses Savoyen sei. Er löste damit seinen Cousin Viktor Emanuel von Savoyen gegen dessen Willen ab. Dieser war mit der bürgerlichen Marina Ricolfi Doria verheiratet und hatte den Sohn aus dieser Ehe, Emanuele Filiberto, entgegen den Hausgesetzen aus der Zeit der Monarchie zum Erben erklärt. Diese Entscheidung ist nicht unumstritten: Viktor Emanuel führte mehrere Prozesse gegen Amadeus und der Orden der Heiligen Mauritius und Lazarus erkannte Emanuele Filiberto als rechtmäßigen Nachfolger als Hauschef und Ordensgroßmeister an.